# کول‌تپه دهستان
کول تپه دهستان مربوط به عصر مفرغ - عصر آهن است و در شهرستان اهر، بخش مرکزی، دهستان گویجه بل، روستای دهستان واقع شده و این اثر در تاریخ ۱۵ دی ۱۳۸۷ با شمارهٔ ثبت ۲۳۹۶۷ به‌عنوان یکی از آثار ملی ایران به ثبت رسیده است.